# 皮红艳
皮红艳（1979年1月25日—），生于中國重慶萬盛區，法籍华人，現為法國羽毛球运动员。

## 羽毛球生涯
皮红艳8歲便開始練習羽毛球，随后入选四川羽毛球队。
1997年，皮红艳憑著突出的成绩首次入选中国国家羽毛球队；其後曾在1999年的美国羽毛球公开赛拿到冠军。然而，她从美国回来後教练王俊杰就告訴她，因她身高只有1.64米，而且打法发展前途不大，要把她调回四川队去。
皮红艳回到省队後，一年只能參加两场比赛，每月的工资也不過800元。面對如此困境，她曾想就此退役；但此時，一家位於丹麦的羽毛球俱乐部接觸她，請她到丹麦打俱乐部联赛。皮红艳於是在2001年离开中国，到丹麦打球。期間，她獲得法國國家羽毛球隊的邀請，請她加入法國隊，她也欣然答應了。2004年，皮红艳在出戰雅典奧運會之前一个月，終取得法国护照，合資格代表法国参加奥运会羽毛球比賽。然而，她在比赛前扭伤了脚腕，因而影響表現，在首轮賽事就以1比2（6-11、11-6、7-11）負於韓國的徐潤熙，止步于32强。
除奧運會外，皮红艳亦繼續活躍於法國、歐洲及國際賽事；曾在2003年至2005年連續三屆贏得法國羽毛球公開賽女单冠军，成為半世紀以來首位奪得冠軍的法國球手；此外，她又在2005年至2010年連續六屆贏得法国全国羽毛球锦标赛（Championnat de France de badminton）女单冠军。皮红艳的世界排名一度达到第二位（2005年2月18日）。
在2008年北京奧運會羽毛球女單比賽，皮红艳打入了八强，在八进四的比赛中苦战3局，以1比2（8-21、21-19、19-21）惜败于最終衛冕冠軍的张宁。2009年8月，皮红艳出戰印度海得拉巴举行的世界羽毛球锦标赛，在半準決賽與德國的朱利安·申克苦戰三局後，以2比1（15-21、21-15、21-19）擊敗對手晉級；惜於準決賽以0比2（18-21、8-21）負於中國的谢杏芳，繼2006年後再次被對手淘汰；但已造出個人最佳的世錦賽成績。
2011年1月，皮红艳因左腿前十字韌帶受傷而接受手術，期間接近三个月没有训练和比賽。同年5月，皮红艳傷愈復出，代表法國參加青島舉行的蘇迪曼盃；她先後在對戰波蘭及烏克蘭的小組賽中出賽，並取得勝利。
2012年7月，皮红艳代表法國出戰英國倫敦舉行的奥林匹克运动会羽毛球比賽女子單打項目，個人第三次參加奧運會。她在小組賽階段先後擊敗埃及的哈迪亚·胡斯尼和愛爾蘭的克洛伊·马吉，順利晉級淘汰賽；但在首輪賽事便以1比2（21-13、12-21、16-21）反敗於狀態大勇的中國香港選手葉姵延拍下，16強止步。
皮红艳表示自己将在本屆奥运会后逐渐退出羽坛，找一份其它的工作，开始新的生活。

## 推廣法國羽毛球運動
由於羽毛球向來不是法國的傳統優勢項目，國內對這運動的關注程度並不高；直至皮红艳的加入，始有法國代表躋身世界排名前列及國際大賽的頒獎台，羽毛球運動才開始獲國內媒體注意。此外，由於皮红艳為人較和善，也很努力學習法文及融入社區，她現時在法國有很多支持者，也成了羽毛球運動的標誌；在巴黎舉行的世錦賽，大會也邀請她成為唯一女性代言人。
2010年，皮红艳獲法國總統尼古拉·萨科齐邀請到爱丽舍宫，與來訪的中华人民共和国主席胡锦涛用膳。

## 個人生活
皮红艳的丈夫是法国著名滑浪風帆运动员尼克拉（法語：Nicolas Huguet），二人於伦敦奥运会结束后举办婚礼。

## 主要比賽成績
只列出曾進入準決賽的國際賽事成績：
| 年份   | 賽事                       | 公開賽級別 | 項目     | 成績   |
| ------ | -------------------------- | ---------- | -------- | ------ |
| 2004年 | 法國羽毛球公開賽           |            | 女子單打 | 冠軍   |
| 2004年 | 中國羽毛球公開賽           |            | 女子單打 | 準決賽 |
| 2005年 | 香港羽毛球公開賽           |            | 女子單打 | 準決賽 |
| 2006年 | 全英羽毛球公開賽           |            | 女子單打 | 準決賽 |
| 2007年 | 德國羽毛球大獎賽           | 大獎賽     | 女子單打 | 準決賽 |
| 2007年 | 全英羽毛球超級賽           | 超級賽     | 女子單打 | 亞軍   |
| 2007年 | 印尼羽毛球超級賽           | 超級賽     | 女子單打 | 準決賽 |
| 2007年 | 紐西蘭羽毛球大獎賽         | 大獎賽     | 女子單打 | 準決賽 |
| 2007年 | 泰國羽毛球黃金大獎賽       | 黃金大獎賽 | 女子單打 | 準決賽 |
| 2007年 | 中國羽毛球大師賽           | 超級賽     | 女子單打 | 準決賽 |
| 2007年 | 中華台北羽毛球黃金大獎賽   | 黃金大獎賽 | 女子單打 | 亞軍   |
| 2007年 | 法國羽毛球超級賽           | 超級賽     | 女子單打 | 亞軍   |
| 2008年 | 馬來西亞羽毛球超級賽       | 超級賽     | 女子單打 | 準決賽 |
| 2008年 | 瑞士羽毛球超級賽           | 超級賽     | 女子單打 | 準決賽 |
| 2008年 | 印尼羽毛球超級賽           | 超級賽     | 女子單打 | 準決賽 |
| 2009年 | 韓國羽毛球超級賽           | 超級賽     | 女子單打 | 亞軍   |
| 2009年 | 瑞士羽毛球超級賽           | 超級賽     | 女子單打 | 準決賽 |
| 2009年 | 印度羽毛球黃金大獎賽       | 黃金大獎賽 | 女子單打 | 冠軍   |
| 2009年 | 印尼羽毛球超級賽           | 超級賽     | 女子單打 | 冠軍   |
| 2009年 | 馬來西亞羽毛球黃金大獎賽   | 黃金大獎賽 | 女子單打 | 準決賽 |
| 2009年 | 世界羽毛球錦標賽           | 其他       | 女子單打 | 準決賽 |
| 2009年 | 法國羽毛球超級賽           | 超級賽     | 女子單打 | 準決賽 |
| 2010年 | 歐洲羽毛球錦標賽           | 其他       | 女子單打 | 準決賽 |
| 2010年 | 馬來西亞羽毛球黃金大獎賽   | 黃金大獎賽 | 女子單打 | 準決賽 |
| 2011年 | 加拿大羽毛球大獎賽         | 大獎賽     | 女子單打 | 亞軍   |
| 2011年 | 愛爾蘭羽毛球國際賽         | 國際系列賽 | 女子單打 | 準決賽 |
| 2012年 | 瑞典斯德哥爾摩羽毛球國際賽 | 國際挑戰賽 | 女子單打 | 冠軍   |

| 2007-2017年 | 首要超級賽 | 超級賽 | 黃金大獎賽 | 大獎賽 | 國際挑戰賽 | 國際系列賽 | 未來系列賽 | 其他 |

| 2018-2026年 | 總決賽 | 超級1000賽 | 超級750賽 | 超級500賽 | 超級300賽 | 超級100賽 | 國際挑戰賽 | 國際系列賽 | 未來系列賽 | 其他 |

- 2002年

德國羽毛球公開賽 女單冠軍
- 2003年

葡萄牙羽毛球公開賽 女单冠军
法国羽毛球公开赛 女单冠军
- 2004年

歐洲羽毛球錦標賽 女單亞軍
荷蘭羽毛球公開賽 女单冠军
- 2005年

瑞士羽毛球公开赛 女單冠軍
法国羽毛球公开赛 女单冠军
丹麦羽毛球公开赛 女单冠军
- 2006年

新加坡羽毛球公开赛 女單冠軍

### 奧運會和世錦賽參賽紀錄
|          | 2004 | 2005 | 2006 | 2007 | 2008 | 2009 | 2010 | 2011 | 2012 |
| -------- | ---- | ---- | ---- | ---- | ---- | ---- | ---- | ---- | ---- |
| 女子單打 | 32強 | 8強  | 8強  | 8強  | 8強  | 季軍 | 8強  | 8強  | 16強 |

### 主要對賽紀錄
皮红艳與主要對手的對賽成績如下（只列出對賽八次或以上對手，截至2011年11月22日）：
| 對手              | 對賽次數 | 勝 - 負 | 總計 |
| ----------------- | -------- | ------- | ---- |
| 徐怀雯            | 19       | 12 - 7  | +5   |
| 张宁              | 17       | 3 - 14  | -11  |
| 姚洁              | 15       | 12 - 3  | +9   |
| 張海麗            | 13       | 6 - 7   | -1   |
| 朱利安·申克       | 13       | 10 - 3  | +7   |
| 蒂内·鲍恩         | 12       | 7 - 5   | +2   |
| 佩蒂娅·内德尔奇娃 | 11       | 8 - 3   | +5   |
| 朱琳              | 11       | 4 - 7   | -3   |
| 谢杏芳            | 10       | 1 - 9   | -8   |
| 茱蒂·梅倫迪克     | 9        | 9 - 0   | +9   |
| / 王晨            | 9        | 2 - 7   | -5   |
| / 周蜜            | 7        | 3 - 4   | -1   |
| 特蕾西·哈勒姆     | 6        | 4 - 2   | +2   |
| 廣瀨榮理子        | 6        | 5 - 1   | +4   |
| 米倉加奈子        | 6        | 6 - 0   | +6   |